# Mato Grosso do Sul
Mato Grosso do Sul är en delstat i Brasilien, och var fram till 1 januari 1979 en del av delstaten Mato Grosso innan den delades upp i två delstater. Större städer vid sidan av huvudstaden Campo Grande är Corumbá, Dourados och Três Lagoas. Staten har 1,3% av den brasilianska befolkningen och producerar 1,5% av landets BNP.

## Ekonomi
Tjänstesektorn är den största komponenten av BNP på 46,1%, följt av industrisektorn med 22,7%. Jordbruk representerar 31,2% av BNP (2004). Mato Grosso do Sul-export: soja 34,9%, fläsk och  kyckling 20,9%, nötkött 13,7%, malm s 8%, läder 7,4%, timmer 5,1% (2002).
Andel av den brasilianska ekonomin: 1% (2005).

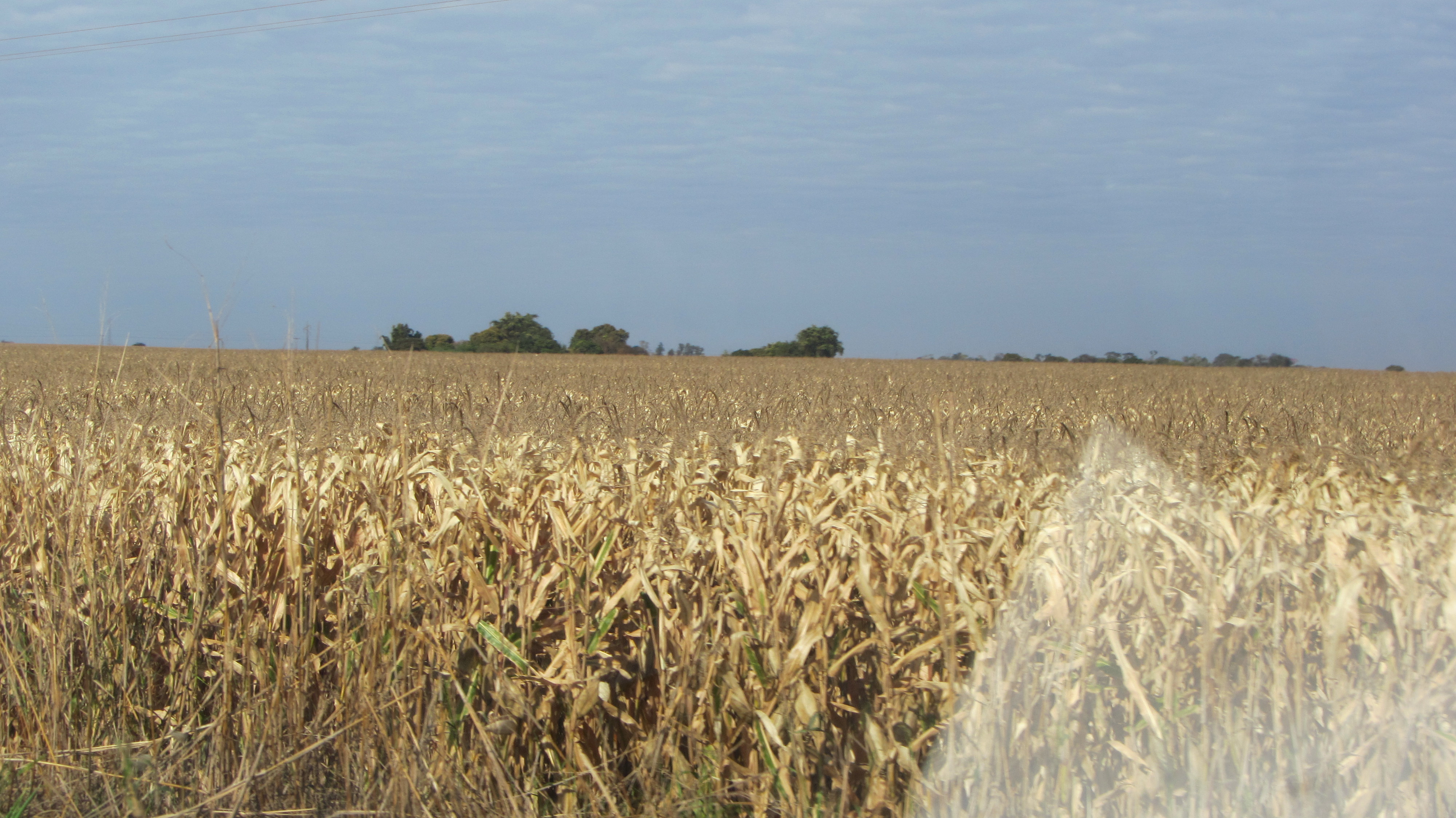
Majs i Dourados.

Enligt uppgifter från 2020, om Mato Grosso do Sul var ett land, skulle det vara världens femte största producent av oljeväxter. 2020 var Mato Grosso do Sul den 5:e största spannmålsproducenten i landet, med 7,9%. I sojaböna producerade 10,5 miljoner ton år 2020, en av de största producerande staterna i Brasilien, cirka femte plats. Det är den fjärde största tillverkaren av sockerrör, med cirka 49 miljoner ton skördade under skörden 2019/20. År 2019 var Mato Grosso do Sul också en av de största majs producenterna i landet med 10,1 miljoner ton. I maniok -produktionen producerade Brasilien totalt 17,6 miljoner ton 2018. Mato Grosso do Sul var den sjätte största producenten i landet med 721 tusen ton.
Staten har den fjärde största nötkreatur besättningen i Brasilien, med totalt 21,4 miljoner boskap. Staten är en viktig exportör av nötkött, men också fjäderfä och fläsk. I fjäderfäuppfödning hade staten 2017 en flock på 22 miljoner fåglar. Hos fläsk, slaktade Mato Grosso do Sul mer än 2 miljoner djur under 2019. Staten intar den sjunde brasilianska positionen i svinodlingen och går mot att bli den fjärde största brasilianska producenten under de kommande åren.
Under 2017 hade Mato Grosso do Sul 0,71% av det nationella mineraldeltagandet (6:e plats i landet). Mato Grosso do Sul producerade järn (3,1 miljoner ton till ett värde av R $ 324 miljoner) och mangan (648 tusen ton till ett värde av R $ 299 miljoner).
Mato Grosso do Sul hade en industriell BNP på 19,1 miljarder dollar 2017, vilket motsvarar 1,6% av den nationella industrin. Det sysselsätter 122 162 arbetare i branschen. De viktigaste industrisektorerna är: Allmänna industriella tjänster, såsom el och vatten (23,2%), byggande (20,8%), livsmedel (15,8%), massa och papper (15,1%) och petroleumderivat och biobränslen (12,5%). Dessa 5 sektorer koncentrerar 87,4% av statens industri.
I staden Três Lagoas är produktionen av papper och cellulosa betydande. Mato Grosso do Sul registrerade en tillväxt över det nationella genomsnittet i produktionen av cellulosa, nådde märket på 1 miljon hektar planterad eukalyptus, utökade sin industripark i sektorn och konsoliderade sig som den största exportören av produkten i landet i första hand kvartalet 2020. Mellan 2010 och 2018 ökade produktionen i södra Mato Grosso med 308% och nådde 17 miljoner kubikmeter rundvirke för papper och cellulosa 2018. Mato Grosso do Sul nådde 2019 ledningen för exporten i produkt i landet, med 9,7 miljoner ton omsatt: 22,20% av den totala brasilianska massaexporten det året.